# Coronel Dorrego (kommunhuvudort i Argentina)
Coronel Dorrego är en kommunhuvudort i Argentina.   Den ligger i provinsen Buenos Aires, i den södra delen av landet, 500 km sydväst om huvudstaden Buenos Aires. Coronel Dorrego ligger 112 meter över havet och antalet invånare är 11 644.
Terrängen runt Coronel Dorrego är platt, och sluttar söderut. Runt Coronel Dorrego är det mycket glesbefolkat, med 2 invånare per kvadratkilometer.. Det finns inga andra samhällen i närheten.
Trakten runt Coronel Dorrego består till största delen av jordbruksmark.